# Mouline (Bandais)
Die Mouline ist ein kleiner Fluss in Frankreich, der im Département Allier in der Region Auvergne-Rhône-Alpes verläuft. Sie entspringt unter dem Namen Ruisseau de Courjet beim Weiler La Tachette, im südlichen Gemeindegebiet von Cérilly, entwässert generell in südlicher Richtung und mündet nach rund 14 Kilometern im Gemeindegebiet von Cosne-d’Allier als rechter Nebenfluss in den Bandais, der selbst etwa 200 Meter weiter in die Aumance einmündet.

## Orte am Fluss
(Reihenfolge in Fließrichtung)
- La Vilhaine, Gemeinde Cérilly
- La Mazerie, Gemeinde Le Vilhain
- Doure, Gemeinde Le Vilhain
- Gralière, Gemeinde Louroux-Bourbonnais
- La Mouline, Gemeinde Vieure
- La Clavière, Gemeinde Cosne-d’Allier